# Sabin (jednotka)
Sabin je jednotka zvukové absorpce (zvukové pohltivosti).

## Výpočet zvukové absorpce
Jeden čtvereční metr materiálu stoprocentně pohlcujícího zvuk má hodnotu 1 sabin.
Jednotka sabin je používána pro výpočet doby ozvěny v koncertních a učebních sálech a v nahrávacích studiích.
Ekvivalentní pohltivá plocha je kalkulována jako:
{\displaystyle A=S_{1}\alpha _{1}+S_{2}\alpha _{2}+\cdots S_{n}\alpha _{n}=\sum _{i}S_{i}\alpha _{i}},
kde
{\displaystyle A} = celková ekvivalentní pohltivá plocha (m² sabin)
{\displaystyle S_{i}} = plocha jednoho konkrétního materiálu (m²)
{\displaystyle \alpha _{i}} = absorpční koeficient daného materiálu (maximální pohltivost rovnou číslu jedna má volný prostor, respektive volný otvor (např. otevřené okno), kde nedochází k žádnému odrazu, a tudíž vracení zvuku; nejméně zvuku pak pohlcují látky, kde se tento činitel blíží k nule (minimální hodnota)).

## Sabin v metrické soustavě a v USA
V USA se ekvivalentní plocha udává ve čtverečních stopách. Pro rozlišení od metrického systému se užívají značení „m² sabin“ a „ft² sabin“.

## Původ pojmenování
Jednotka sabin byla nazvána podle Wallace Clementa Sabineho (1868–1919), amerického fyzika a průkopníka stavební akustiky.